# Пам'ятник Івану Сусаніну
Пам'ятник Івану Сусаніну — пам'ятник Івану Сусаніну в Костромі, Росія. На центральній Сусанінській площі з 1851 року знаходився пам'ятник Сусаніну роботи скульптора Василя Демут-Малиновського. Висока колона завершувалася бюстом царя Михайла Федоровича, а біля її підніжжя була розміщена уклінна фігура Сусаніна. Рельєф на постаменті розповідав про загибель героя. У 1918 році цей пам'ятник демонтували. 
У 1968 році на протилежному кінці площі був відкритий новий пам'ятник. Скульптор Н.А. Лавінський, архітектори М.Ф. Марковський і М.П. Бубнов. Розташований на піднесеному рельєфі, додатково збільшеному підсипкою газону. На складеному з великих блоків вапняку високому циліндричному стовпоподібному постаменті, з розлогою квадратною у плані основою підіймається у повний зріст виконана з того ж матеріалу фігура Сусаніна, майже рівна постаменту за висотою. Під нею великими літерами вирізано по колу напис: «Ивану Сусанину патриоту земли русской». 